# Фогель, Бенедикт Кристиан
Бенедикт Кристиан Фогель (нем. Benedict Christian Vogel; 1745—1825) — баварский ботаник и врач.

## Биография
Бенедикт Кристиан Фогель родился 24 апреля 1745 года в городе Фойхтванген в Баварии.
Доктор медицины, занимался врачеванием в Ансбахе. В 1767 или 1768 году Фогель был назначен профессором в Альтдорфе. С 1769 по 1809 Бенедикт работал в Ботаническом саду Университета Эрлангена—Нюрнберга.
Фогель скончался в Нюрнберге 8 июня 1825 года.
Фогель был редактором и соавтором нескольких книг Кристиана Якоба Трева.

## Некоторые научные работы
- Vogel, B.C. (1768). De generatione plantarum. 20 p.
- Vogel, B.C. (1800). Über die Amerikanische Agave. 77 p.